# Balluff
Balluff je německá společnost vyrábějící snímačová řešení a automatizační techniky. Důraz je kladen na vývoj a výrobu průmyslových snímačů.

## Historie
Společnost založil Gebhard Balluff v roce 1921 v Německu, který se zpočátku zabýval opravami motocyklů, jízdních kol a šicích strojů. V roce 1956 vyvinula společnost první patentovaný elektro-mechanický spínač, kterým vstoupila do oblasti průmyslové automatizace, kde působí dodnes.
V současné době má Balluff pobočky ve více než 50 zemích světa.

## Produkty
Výrobní program je rozdělen na 6 hlavních oblastí:
| Snímání objektů:         | Měření polohy a vzdálenosti: | Snímání kapalin:             | Průmyslová identifikace: | Průmyslové sběrnice a konektorová technika: | Mechanické příslušenství: |
| ------------------------ | ---------------------------- | ---------------------------- | ------------------------ | ------------------------------------------- | ------------------------- |
| Indukční snímače         | Analogové snímače            | Snímače tlaku                | Vision senzory           | IO-Link                                     | Montážní systém           |
| Optoelektronické snímače | Lineární odměřování          | Kapacitní snímače SmartLevel | Systémy RFID             | Napájecí zdroje                             |                           |
| Kapacitní snímače        |                              |                              |                          |                                             |                           |
| Ultrazvukové snímače     |                              |                              |                          |                                             |                           |
| Magnetické snímače       |                              |                              |                          |                                             |                           |